# Worlington (Devon)
Worlington – przysiółek w Anglii, w Devon. Leży 58 km od miasta Exeter, 76,1 km od miasta Plymouth i 289,2 km od Londynu. Worlington jest wspomniana w Domesday Book (1086) jako Ulvretone/Ulwritona.